# FBA 270
Le FBA 270 était un hydravion d'entraînement biplace, construit en France par la Franco-British Aviation Company dans les années 1920.